# الفرد باخمن
آلفرد باخمن (انگلیسی: Alfred Bachmann؛ زادهٔ ۳۱ march ۱۹۴۵ (۷۹ سال)) ورزشکار روئینگ اهل سوئیس است.
وی در مسابقات کشوری و بین‌المللی در مجموع برندهٔ ۱ مدال نقره شده‌است.